# Eagle Harbor (Maryland)
Eagle Harbor es un pueblo situado en el condado de Prince George, Maryland, Estados Unidos. Tiene una población estimada, a mediados de 2023, de 64 habitantes.

## Geografía
La localidad está ubicada en las coordenadas 38°34′03″N 76°41′14″O / 38.56750, -76.68722 (38.567577, -76.687137). Según la Oficina del Censo, tiene una superficie de 0.35 km² de tierra y 0.0004 km² de agua.

## Demografía
Según el censo de 2020, en ese momento la localidad tenía una población de 67 habitantes. La densidad de población era de 191.43 hab/km².
| Raza                   | Núm. | Porc.   |
| ---------------------- | ---- | ------- |
| Afroamericanos         | 35   | 52.24%  |
| Blancos                | 19   | 28.36%  |
| De otra raza           | 1    | 1.49%   |
| De una mezcla de razas | 12   | 17.91%  |
| Total                  | 67   | 100.00% |

Del total de la población, el 5.97% eran hispanos o latinos de cualquier raza.